# Оборово
Оборово је насељено место у саставу општине Ругвица у Загребачкој жупанији, Хрватска. До територијалне реорганизације у Хрватској налазило се у саставу бивше велике општине Дуго Село.

## Становништво
На попису становништва 2011. године, Оборово је имало 662 становника.

## Попис1991.
На попису становништва 1991. године, насељено место Оборово је имало 599 становника, следећег националног састава:
| Попис 1991.‍  | Попис 1991.‍  | Попис 1991.‍ | Попис 1991.‍ | Попис 1991.‍ |
| ------------ | ------------ | ----------- | ----------- | ----------- |
|              |              |             |             |             |
| Хрвати       | Хрвати       |             | 578         | 96,49%      |
| Словенци     | Словенци     |             | 4           | 0,66%       |
| Срби         | Срби         |             | 4           | 0,66%       |
| Албанци      | Албанци      |             | 3           | 0,50%       |
| Муслимани    | Муслимани    |             | 2           | 0,33%       |
| Југословени  | Југословени  |             | 1           | 0,16%       |
| Роми         | Роми         |             | 1           | 0,16%       |
| Руси         | Руси         |             | 1           | 0,16%       |
| неопредељени | неопредељени |             | 4           | 0,66%       |
| непознато    | непознато    |             | 1           | 0,16%       |
| укупно: 599  |              |             |             |             |